# Gervasio Sánchez
Gervasio Sánchez Fernández (Córdoba, 29 de agosto de 1959) es un periodista, reportero de guerra y fotógrafo español.

## Biografía
Gervasio, nacido en Córdoba (España) en 1959, pronto marchó a Tarragona junto a su familia para instalarse en Hospitalet del Infante, localidad donde residía su abuelo. Comenzó a trabajar con tan solo 11 años y combina su educación con varios empleos. A los 15 años trabaja de camarero en el chiringuito Fina de la playa del Miracle los tres meses de verano. Allí volverá los siguientes veranos (hasta 1990) para ahorrar lo suficiente como para costearse los estudios y sus primeros viajes. Se licenció en Periodismo por la Universidad Autónoma de Barcelona en 1984. Ha cubierto, como reportero gráfico, la mayor parte de los conflictos armados de América Latina y la Guerra del Golfo desde 1984 hasta 1992, a partir del cual pasó a cubrir la Guerra de Bosnia y el resto de conflictos derivados de la fragmentación de Yugoslavia. También ha cubierto diferentes conflictos en África y Asia. 
Dirige desde el 2001 el Seminario de Fotografía y Periodismo de Albarracín (Teruel), organizado y financiado por la Fundación Santa María de Albarracín.
Ha trabajado para diferentes medios, aunque usualmente lo ha hecho como periodista independiente. Entre los periódicos para los que ha trabajado destaca Heraldo de Aragón (a partir de 1988) y el magacín de La Vanguardia (desde el 2000); y en otros medios, la Cadena SER, el servicio español de la BBC (desde 1994) y la revista Tiempo (desde el 2000).
Mientras cursaba sus estudios, comenzó a viajar a lugares en conflicto. En 1980 se desplazó a Turquía una semana después del golpe de Estado, en 1981 viajó a la antigua Yugoslavia, en 1982 a Israel y Egipto, en 1983 a Argelia y Túnez y en 1984, a Centroamérica. En su trayectoria profesional ha cubierto los conflictos armados de países como Argentina, Perú, Chile, El Salvador, Nicaragua, Honduras y Colombia en el continente americano. Pero como él mismo reconoce los que más le han impactado han sido los de la antigua Yugoslavia, la guerra de los Balcanes, por considerarla la más parecida a nuestra Guerra Civil. Compartió muchas de estas contiendas con el entonces reportero de Televisión Española Arturo Pérez-Reverte, con quien mantiene desde entonces una amistad.
Ha conseguido diversos premios, protagonizando una polémica en la entrega de uno de ellos, el Ortega y Gasset de periodismo, a cuenta del discurso pronunciado al recogerlo en el que acusaba al Gobierno de España de la venta de armas. Ha publicado varios libros fotográficos. En 2021 y en 2023, apareció como invitado en el podcast de Jordi Wild.

## Exposiciones
- 2012: Antología, exposición en La Tabacalera de Embajadores (Madrid).[10]
- 2015: Antología, exposición itinerante del MECD.[11]
- 2015: Vidas minadas, 10 años. Hospital IMED Elche.
- 2016: Mujeres. Afganistán, exposición en conjunto con Mònica Bernabé[12]

## Premios
- Premio al Mejor Periodista del Año en 1993, concedido por la Asociación de Periodistas de Aragón por su cobertura en Heraldo de Aragón de la guerra de Bosnia.[13]
- Premio al Mejor Trabajo Gráfico del Año 1994, concedido por el Club Internacional de Prensa de Madrid, por la cobertura de la guerra de Bosnia.
- Premio de Andalucía de Cultura en 1995 en su modalidad de Fotografía.
- Premio Cirilo Rodríguez en junio de 1996.[14]
- Premio de Derechos Humanos de Periodismo por su libro «Vidas minadas» y su trayectoria profesional en diciembre de 1997, por la Asociación Pro Derechos Humanos de España.
- Hijo adoptivo de la ciudad de Zaragoza. El Ayuntamiento de Zaragoza acordó en septiembre de 1998 concederle el título de «Hijo Adoptivo» en «reconocimiento a los excepcionales méritos contraídos en el ejercicio de su actividad como fotógrafo en la que ha destacado por su sensibilidad social y su denuncia de los horrores de la guerra».
- La Organización de las Naciones Unidas para la Educación, la Ciencia y la Cultura (UNESCO) le nombró durante la celebración del 50 aniversario de la Declaración Universal de los Derechos Humanos, en diciembre de 1998, «Enviado Especial de la UNESCO por la Paz» por «el extraordinario testimonio que ofrece mediante la fotografía del calvario que padecen las víctimas de las minas antipersonas y por su infatigable promoción de una cultura de la paz al sensibilizar a la opinión pública mundial sobre la necesidad de proscribir estas armas y de ayudar a los mutilados a reinsertarse en la vida cotidiana».
- En julio de 2001, la Diputación Provincial de Zaragoza le concedió la Medalla de Oro de Santa Isabel de Portugal por “su trayectoria periodística y su compromiso a favor de la víctimas de la guerra”.
- En abril de 2004, el Gobierno de Aragón le entregó la Medalla al Mérito Profesional como “reconocimiento a sus meritorios trabajos como fotógrafo y periodista especializado en conflictos internacionales que le convierten en los ojos y la conciencia de la opinión pública”. Además, “como testigo de este convulso siglo XXI representa la cultura, el riesgo y el compromiso de los corresponsales de guerra al servicio de la verdad”.
- Premio LiberPress en noviembre del 2005 en reconocimiento a su labor “en favor de la libertad de prensa y la denuncia de las injusticias”.
- Premio Javier Bueno en enero de 2006, otorgado por la Asociación de la Prensa de Madrid.
- Premio Ortega y Gasset de Periodismo en categoría gráfica en mayo del 2008.
- Premio Internacional de Periodismo Rey de España en enero del 2009 por la serie "Vidas minadas, 10 años después".
- I Premio Solidaridad Proyecto Hombre en marzo de 2009.
- Premio Nacional de Fotografía, en noviembre de 2009.[15]
- Premio Julio Anguita Parrado, en febrero de 2020.
- Premio Cálamo «Extraordinario, 2012» por su publicación Antología (Ed. Art Blume).[16]
- Premio Internacional Jaime Brunet a la promoción de los Derechos Humanos 2014.[17][18][19][20]
- 2018 Premio Optimista Comprometido con la Libertad de Prensa que otorga la revista Anoche Tuve un Sueño
- IX Premio de Periodismo «Cátedra Manu Leguineche» en octubre de 2021.[21]
- Medalla de Oro y Premio Trevillano 2022[22]

## Publicaciones
- — (1994). El cerco de Sarajevo.
- — (1997). Vidas minadas. Ed. Médicos Sin fronteras, Manos Unidas e Intermón.
- — (1999). Kosovo, crónica de la deportación. Editorial Naturart, S.A. (Blume)
- — (2000). Niños de la guerra.
- — (2001). La caravana de la muerte. Las víctimas de Pinochet.
- — y Leguineche, M. (2001). Los ojos de la guerra.
- — (2002). Cinco años después. Vidas Minadas.
- — y Calero, R. (2004). Latidos del tiempo.
- — (2004). Salvar a los niños soldados.
- — (2005). Sierra Leona. Guerra y Paz.
- — (2007). 365 Vidas minadas.
- — (2007). Vidas minadas. Diez años.
- — (2009). Sarajevo 1992-2008 Editorial Naturart, S.A. (Blume)
- — (2011). Desaparecidos. Naturart, S.A. (Blume)
- — (2012). Antología. Ed. Art Blume.
- — (2014). Mujeres. Women. Editorial Naturart, S.A. (Blume)
- — (2021). Activistas por la vida. Editorial Naturart, S.A. (Blume)
- — (2021). Violencia. Mujeres. Guerra, Ed. Blume.
- — (2023). Vidas minadas. 25 años, Ed. Blume